# Ian McLeod
Ian McLeod (1954. március 5. – 2017. október 26.) dél-afrikai nemzetközi labdarúgó-játékvezető.

## Pályafutása

### Nemzeti játékvezetés
Az I. Liga játékvezetőjeként 1999-ben vonult vissza.

### Nemzetközi játékvezetés
A Dél-afrikai labdarúgó-szövetség Játékvezető Bizottsága terjesztette fel nemzetközi játékvezetőnek, a Nemzetközi Labdarúgó-szövetség (FIFA) 1993-tól tartotta nyilván bírói keretében. A FIFA JB központi nyelvei közül a angolt beszéli. Több válogatott és nemzetközi klubmérkőzést vezetett, vagy működő társának 4. bíróként segített. A dél-afrikai nemzetközi játékvezetők rangsorában, a világbajnokság-Európa-bajnokság sorrendjében a 2. helyet foglalja el 1 találkozó szolgálatával. Az aktív nemzetközi pályafutását a FIFA JB 45 éves korhatárának elérésekor, 1999-ben befejezte.

#### Labdarúgó-világbajnokság

##### U17-es labdarúgó-világbajnokság
Egyiptom rendezte a 7., az 1997-es U17-es labdarúgó-világbajnokságot, ahol a FIFA JB bíróként alkalmazta.

##### 1997-es U17-es labdarúgó-világbajnokság
| Időpont              | Helyszín                   | Mérkőzés típusa              | Mérkőzés             | Eredmény | Nézők száma |
| -------------------- | -------------------------- | ---------------------------- | -------------------- | -------- | ----------- |
| 1997. szeptember 5.  | Nemzetközi Stadion, Kairó  | csoportmérkőzés (A. csoport) | Chile–Németország    | 0 – 1    | 10 000      |
| 1997. szeptember 10. | Városi Stadion, Port Szaíd | csoportmérkőzés (D. csoport) | Argentína–Bahrein    | 2 – 0    | 10 000      |
| 1997. szeptember 18. | Városi Stadion, Ismaília   | egyik elődöntő               | Németország–Brazília | 0 – 4    | 8500        |

---
A világbajnoki döntőhöz vezető úton Franciaországba a XVI., az 1998-as labdarúgó-világbajnokságra a FIFA JB bíróként foglalkoztatta. Ő lett az első dél-afrikai játékvezető, aki világbajnokságon mérkőzést vezethetett. Selejtező mérkőzéseket a CAF zónában vezetett. Világbajnokságon vezetett mérkőzéseinek száma:  1.

##### 1998-as labdarúgó-világbajnokság

###### Selejtező mérkőzés
| Időpont            | Helyszín                       | Mérkőzés típusa                                      | Mérkőzés             | Eredmény | Nézők száma |
| ------------------ | ------------------------------ | ---------------------------------------------------- | -------------------- | -------- | ----------- |
| 1996. június 16.   | Nemzeti Stadion, Harare        | előselejtező (1. forduló-, 2. mérkőzés)              | Zimbabwe–Madagaszkár | 2 – 2    | 36 885      |
| 1996. november 10. | Omar Bongo Stadion, Libreville | előselejtező (2. forduló-, 5. csoport-, 1. mérkőzés) | Gabon–Ghána          | 1 – 1    | 45 000      |
| 1997. április 27.  | Nemzeti Stadion, Harare        | előselejtező (2. forduló-, 4. csoport-, 2. mérkőzés) | Zimbabwe–Angola      | 0 – 0    | 47 257      |

###### Világbajnoki mérkőzés
| Időpont          | Helyszín                                 | Mérkőzés típusa              | Mérkőzés               | Eredmény | Nézők száma |
| ---------------- | ---------------------------------------- | ---------------------------- | ---------------------- | -------- | ----------- |
| 1998. június 19. | Geoffroy-Guichard Stadion, Saint-Étienne | csoportmérkőzés (D. csoport) | Spanyolország–Paraguay | 0 – 0    | 30 600      |

#### Afrikai nemzetek kupája
Dél-afrikai Köztársaság a 20., az 1996-os afrikai nemzetek kupája, Burkina Faso a 21., az 1998-as afrikai nemzetek kupája labdarúgó tornát, ahol a CAF JB hivatalnoki szolgálatra alkalmazta.

##### 1996-os afrikai nemzetek kupája

###### Afrikai Nemzetek Kupája mérkőzés
| Időpont          | Helyszín                         | Mérkőzés típusa              | Mérkőzés             | Eredmény | Nézők száma |
| ---------------- | -------------------------------- | ---------------------------- | -------------------- | -------- | ----------- |
| 1996. január 18. | Free State Stadion, Bloemfontein | csoportmérkőzés (B. csoport) | Algéria–Sierra Leone | 2 – 0    | 1500        |

##### 1998-as afrikai nemzetek kupája

###### Afrikai Nemzetek Kupája mérkőzés
| Időpont           | Helyszín                           | Mérkőzés típusa              | Mérkőzés                  | Eredmény | Nézők száma |
| ----------------- | ---------------------------------- | ---------------------------- | ------------------------- | -------- | ----------- |
| 1998. február 9.  | Augusztus 4-e Stadion, Ouagadougou | csoportmérkőzés (B. csoport) | Ghána–Tunézia             | 2 – 0    | 12 000      |
| 1998. február 21. | Városi Stadion, Ouagadougou        | egyik negyeddöntő            | Elefántcsontpart–Egyiptom | 0 – 0    | 20 000      |

#### Konföderációs kupa
Szaúd-Arábia rendezte a 3., az 1997-es konföderációs kupadöntőt, ahol a FIFA JB bírói szolgálattal bízta meg.

##### 1997-es konföderációs kupa
| Időpont            | Helyszín                       | Mérkőzés típusa              | Mérkőzés            | Eredmény | Nézők száma |
| ------------------ | ------------------------------ | ---------------------------- | ------------------- | -------- | ----------- |
| 1997. december 14. | II. Fahd király Stadion, Rijád | csoportmérkőzés (A. csoport) | Szaúd-Arábia–Mexikó | 0 – 5    | 15 000      |
| 1997. december 16. | II. Fahd király Stadion, Rijád | csoportmérkőzés (A. csoport) | Brazília–Mexikó     | 3 – 2    | 20 000      |

## Sportvezetői pályafutása
Az aktív nemzetközi játékvezetői pályafutását befejezve a COSAFA (Council Southrn Africa Football Associations) és a dél-afrikai Football Association Technical Committee elnökének választották.